# Los ojos del camino
Los ojos del camino é um filme documentário peruano dirigido pelo cineasta Rodrigo Otero Heraud. O longa-metragem é falado integralmente em quéchua e retrata a vida rural dos povos andinos bem como sua relação com a mãe terra. O documentário estreou em 2017.

## Sinopse
O documentário segue situações de um mestre espiritual através de diferentes regiões dos Andes peruanos e suas conversas com as rochas, a água, as montanhas sagradas e os homens de esses lugares.
O documentário mostra a concepção da natureza como um ser vivo com o que a humanidade se relaciona ao longo da história. Hipólito Peralta, o mestre quéchua, discute a respeito de “a doença que nos acomete" como humanidade no presente e como "seu coração e o amor pela terra devem ser as vozes que guiam nossos passos no caminho de nossas vidas."

## Produção
O longa-metragem segue o mestre Hipólito Peralta através dos cenários naturais: Cusco, Angaraes, Ayacucho, Junín, Puno, serra de Lima e Casma.
Existem versões com legendas em espanhol, inglês, francês e alemão.

## Prêmios
- Prêmio de melhor filme estrangeiro, Dreamspeakers International Film Festival 2017 (Canadá)
- Ganhador de Competencia Opera Prima Andina, Documenta 2017 (Venezuela)
- Melhor documentário longa-metragem, Cinema Amazonía 2017 (Venezuela)[1]
- Prêmio de produção de longa-metragem documentário da Dirección del Audiovisual, la Fonografía (DAFO) e Nuevos Medios 2014 (Peru)
- Ganhador do concurso de distribuição de DAFO, prêmio do Ministério de Cultura (Peru)[6]